# Elecciones de Baden-Wurtemberg de 1984
Las elecciones estatales en Baden-Württemberg de 1984 se llevaron a cabo el 25 de marzo. La CDU bajo el primer ministro Lothar Späth pudo defender su mayoría absoluta a pesar de una ligera pérdida de votos. Además, el SPD y el FDP/DVP sufrieron pérdidas electorales. Solo los Verdes tuvieron ganancias. Los partidos minoritarios obtuvieron entre todos un 0.5%. Los resultados fueron:
| Partido Político | Partido Político                           | Porcentaje | Escaños |
| ---------------- | ------------------------------------------ | ---------- | ------- |
|                  | Unión Cristianodemócrata de Alemania (CDU) | 51.87      | 68      |
|                  | Partido Socialdemócrata de Alemania (SPD)  | 32.41      | 41      |
|                  | Alianza90/Los Verdes (GRÜ)                 | 8.01       | 9       |
|                  | Partido Liberal de Alemania (FDP/DVP)      | 7.17       | 8       |
|                  | Partido Comunista Alemán (DKP)             | 0.29       | 0       |